# Adelidea ruficornis
Adelidea ruficornis är en tvåvingeart som beskrevs av Mario Bezzi 1921. Adelidea ruficornis ingår i släktet Adelidea och familjen svävflugor. Inga underarter finns listade i Catalogue of Life.